# Quevedo (Ecuador)
Quevedo ist eine Stadt und ein Municipio in der Provinz Los Ríos in West-Ecuador sowie Verwaltungssitz des Kantons Quevedo. Die Einwohnerzahl des Municipios betrug im Jahr 2010 158.694. Für die Stadt Quevedo (urbaner Bereich des Municipios) wurde eine Einwohnerzahl von 150.827 ermittelt. Die Stadt Quevedo ist mit gut 173.585 Einwohnern (Schätzung 2020) die bevölkerungsreichste der Provinz und die zwölftgrößte Stadt Ecuadors.

## Lage
Quevedo liegt 240 km südwestlich der Hauptstadt Quito und 190 km nordnordöstlich von Guayaquil. Der Hafen Manta an der Pazifikküste ist in ca. 2,5 Stunden über die Nationalstraße 40 zu erreichen.

## Wirtschaft
Quevedo bildet das Wirtschaftszentrum der Provinz Los Rios. Die wachsende Stadt liegt in einer klimatisch begünstigten Zone der Küstenebene. Haupterwerbszweige der Region wie der Stadt sind Landwirtschaft und Lebensmittelerzeugung. Wichtige Einnahmequellen sind Bananen und Kakao. Zahlreiche Exportunternehmen sitzen in der Stadt und sind seit mehr als 50 Jahren im Außenhandelsbereich tätig. 

## Geschichte
Die Parroquia rural Quevedo wurde am 22. September 1852 im Kanton Pujilí gegründet. Am 6. Oktober 1860 wurde die Provinz Los Ríos gegründet und Quevedo wurde ein Teil des Kantons Vinces. Der Kanton Quevedo wurde am 7. Oktober 1943 gegründet. Damit wurde Quevedo eine Parroquia urbana und Sitz dessen Kantonsverwaltung.

## Municipio
Das 191,2 km² große Municipio Quevedo besteht aus folgenden neun Parroquias urbanas:

### 24 de Mayo
Die Parroquia 24 de Mayo (⊙) liegt westlich vom Stadtzentrum. Das Verwaltungsgebiet umfasst folgende Barrios: 10 de Agosto, El Manantial, San Rafael, La Cancagua, Las Orquídeas, Kennedy, Los Mormones, La Patricia, Carlos Julio Arosemena, Nuevo Quevedo, La Santa Ana, Nueva Esperanza, Chirijos, Florida, Divino Niño Colina de los Ángeles, Juan de Dios Avilés Zarate, El Mirador, La Loreto und Los Ángeles. Die Parroquia wurde im Jahr 1987 gegründet.

### 7 de Octubre
Die Parroquia 7 de Octubre (⊙) liegt im Süden der Stadt. Sie wurde im Jahr 1990 gegründet.

### El Guayacán
Die Parroquia El Guayacán (⊙) liegt im Südwesten der Stadt. Sie wurde im Jahr 1994 gegründet.

### Nicolás Infante Díaz
Die Parroquia Nicolás Infante Díaz (⊙) liegt nördlich vom Stadtzentrum am westlichen Flussufer des Río Quevedo. Sie wurde im Jahr 1994 gegründet. Namensgeber der Parroquia war Nicolás Infante Diaz (1847–1885), ein ecuadorianischer Revolutionär und Militär.

### Quevedo
Die Parroquia Quevedo (⊙) bildet das Stadtzentrum am rechten westlichen Flussufer des Río Quevedo.

### San Camilo
Die Parroquia San Camilo (⊙) liegt gegenüber vom Stadtzentrum am linken östlichen Flussufer des Río Quevedo. Sie wurde im Jahr 1972 gegründet.

### San Cristóbal
Die Parroquia San Cristóbal (⊙) befindet sich im Nordosten der Stadt am linken östlichen Flussufer des Río Quevedo. Sie wurde im Jahr 1994 gegründet.

### Venus del Río Quevedo
Die Parroquia Venus del Río Quevedo (⊙) erstreckt sich über Nordwesten der Stadt. Sie wurde im Jahr 1994 gegründet.

### Viva Alfaro
Die Parroquia Viva Alfaro (⊙) liegt südlich vom Stadtzentrum am rechten westlichen Flussufer des Río Quevedo. Sie wurde im Jahr 1994 gegründet.